# Weinberg (Weißenohe)
Weinberg ([ˈvaɪ̯nˌbɛʁk] ) ist ein Gemeindeteil des Gemeinde Weißenohe im Landkreis Forchheim (Oberfranken, Bayern).

## Geografie
Die im nordwestlichen Teil der Gräfenberger Flächenalb gelegene Einöde liegt etwa einen Kilometer westnordwestlich des Ortszentrums von Weißenohe auf einer Höhe von 400 m ü. NHN.

## Geschichte
Gegen Ende des Mittelalters befand sich der damals als „Haus“ bezeichnete Ort im Eigentum des zur Kurpfalz gehörenden Klosters Weißenohe. Infolge der territorialen und rechtlichen Veränderungen durch den Landshuter Erbfolgekrieg unterstand das Dorf seit dem Beginn des 16. Jahrhunderts mit gewissen Einschränkungen (wie etwa dem Recht des ersten Zugriffs in Kriminalfällen) der Hochgerichtsbarkeit des nürnbergischen Pflegamtes Hiltpoltstein. Die Vogtei über das einzige Anwesen des Ortes hatte weiterhin das Kloster Weißenohe, dem auch die Landeshoheit über die Ortschaft zufiel. Daran änderte sich im Wesentlichen nichts, als nach der Ächtung des pfälzischen Kurfürsten Friedrich V. (des sogenannten Winterkönigs) die Oberpfalz als Lehen an Kurbaiern übergeben wurde. Für Weinberg bedeutete dies, dass die Landeshoheit von einer anderen wittelsbachischen Linie übernommen wurde.
Durch die Verwaltungsreformen im Königreich Bayern wurde Weinberg mit dem Gemeindeedikt 1808 ein Bestandteil der Ruralgemeinde Igensdorf. 1818 erfolgte die Umgemeindung nach Weißenohe.

## Verkehr
Die Anbindung an das öffentliche Straßennetz wird durch eine Gemeindeverbindungsstraße hergestellt, die bei Weißenohe von der Bundesstraße 2 abzweigt und nach Weinberg hinaufführt, wo sie als Sackgasse endet.